# Unione doganale austro-tedesca
L'Unione doganale austro-tedesca (in tedesco Deutsch-österreichische Zollunion) fu un progetto fallito tra Repubblica d'Austria e Repubblica di Germania, proposto dai rispettivi ministri degli esteri Johann Schober e Julius Curtius nel marzo del 1931. Il progetto intendeva realizzare l'assimilazione delle condizioni doganali e politico-commerciali tra la Germania e l'Austria; l'amministrazione doganale sarebbe rimasta in capo alle parti, ma le tariffe e le legislazioni doganali sarebbero state unificate, mentre le barriere tra i due Paesi sarebbero state soppresse.

## Il fallimento del progetto
Nei primi giorni di marzo, il ministro degli esteri francese Aristide Briand aveva assicurato il Parlamento francese che l'Anschluss era ormai un'utopia, poiché l'Austria aveva maturato una chiara coscienza della propria indipendenza. L'annuncio del progetto, datato il 14 marzo, cadeva proprio nel momento in cui i Francesi stavano terminando l'evacuazione della Renania; inoltre, con la Conferenza dell'Aja del 1930, l'Austria era stata dispensata dal pagamento di qualsiasi riparazione.
I timori francesi di una nuova potenza economico-demografica tedesca alle proprie frontiere tornavano ad affacciarsi, memori della Zollverein prussiana. Accogliendo i timori dei suoi alleati nell'Europa orientale, Cecoslovacchia, Jugoslavia e Romania, che avevano espresso parere contrario come Piccola Intesa il 3 maggio, due settimane dopo, alla Società delle Nazioni, la Francia, unitamente a Italia e Gran Bretagna, si appellò alla Corte permanente di giustizia internazionale per un parere consultivo. Tale parere risultò negativo, poiché, con una votazione di 8 a 7, si giudicò tale progetto contrario ai Protocolli di Ginevra del 1922, anch'essi proposti a suo tempo dalla Francia, col medesimo obiettivo di impedire ogni tipo di unione austro-tedesca.
Ma contemporaneamente, l'acuirsi della crisi economica successiva alla Grande depressione, aveva gettato nel caos il sistema finanziario di Austria e Germania, che per uscire dalla tragica situazione avevano bisogno di capitali francesi, dal momento che la Francia sembrava essere ancora indenne dalla crisi in atto. il 3 settembre, quindi, 2 giorni prima dell'emanazione del parere consultivo da parte della Corte, i due ministri degli esteri austriaco e tedesco, apparsi dinanzi alla Commissione di studio per l'Unione Europea, dichiararono che non avevano più alcuna intenzione di attuare il progetto.